# Erdmannshöhle

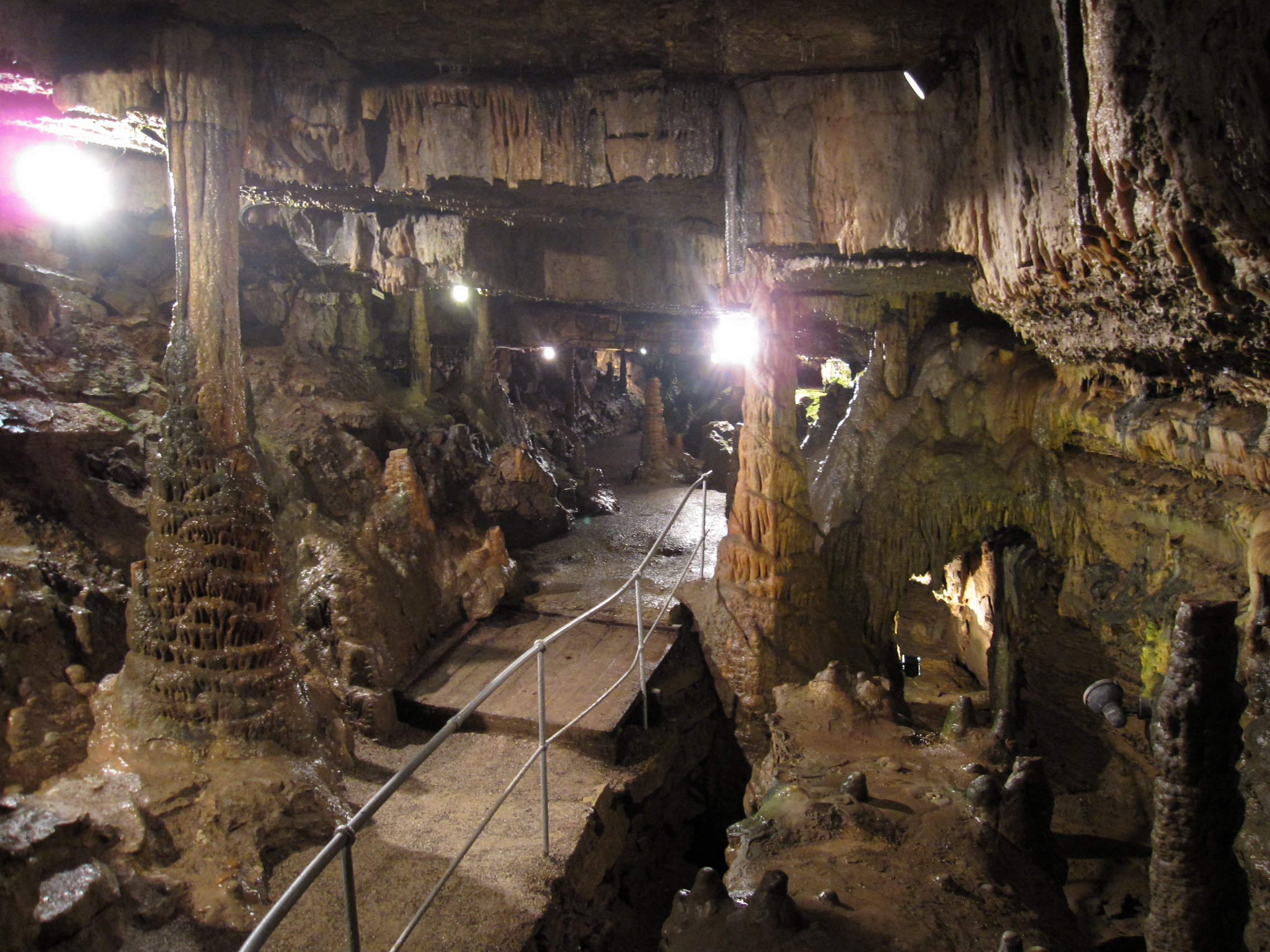
Imagem da caverna

A Erdmannshöhle é uma caverna de estalactites na aldeia Hasel entre Schopfheim e Wehr, 20 km a leste de Lörrach em Baden-Württemberg, Alemanha.
Erdmannshöhle é uma palavra composta dos três substantivos alemães Erde (terra), Mann (homem) e Höhle (caverna). Erdmann é também um nome e sobrenome alemão. Como nome de batismo era frequentemente usado para mostrar a conexão com a terra.
Neste caso, a lenda fala de Erdmännlein que é o diminutivo de Erdmann ou seja homenzinho, pequeno homem ou anão. Erdmännchen ou a sua variante Erdmännlein também é a palavra alemã para o suricato, um animal engraçadinho que pode assemelhar a um homem pequeno.
Segundo a lenda os homenzinhos da terra que deram o seu nome à Erdmannshöhle eram pequenos homens trabalhadores e amávels, mas sobretudo complacentes.
Covas são raras na Floresta Negra, porque nas rochas predominantes, o granito e o Buntsandstein (arenito colorido), cavernas são formadas raramente. Muito diferente é a situação no Dinkelberg entre o Alto Reno, o vale do Wiese e o vale do Wehra onde predomina o Muschelkalk (calcário conquífero) que permite a formação de cavernas por meio de processos de erosão.
A Erdmannshöhle Hasel é uma das mais antigas cavernas de estalactites da Alemanha. O comprimento total medido da caverna é 2185 metros, a parte de exposição da caverna tem 360 metros de extensão.
A maior estalactite da caverna, incluída no Guinness Book of Records, tem uma altura de mais de 4 m e mais de 2 m de espessura na parte inferior. A sua idade estimada é mais ou menos 135 mil anos.
No período barroco, a República de Veneza enviou prospectores mineralógicos aos países ao norte dos Alpes para buscar as matérias-primas essenciais para a fabricação de vidro. Esses prospectores foram chamados "venezianos" em outros lugares e só na Floresta Negra "Stumm-Männle" (ou seja "homenzinhos mudos") foram na sua maioria muito pequeno, tiveram uma túnica até aos pés com capuz como o hábito de um monge e evitaram todo contato. Estes misteriosos estrangeiros que trabalharam no subterrâneo, entraram com o saco vazio e saíram com um saco cheio converteram-se na lenda em "homenzinhos da terra" que procuraram ou esconderam tesouros nas galerias escuras da montanha.